# Чёрный живоглот
Чёрный живоглот (лат. Chiasmodon niger) — вид лучепёрых рыб семейства живоглотовых. В состоянии проглотить добычу крупнее самого себя, при этом у него сильно растягивается желудок, а сердце смещается в сторону.

## Описание
Максимальная длина 25 см. Окраска чёрная либо чёрно-коричневатая. Чешуи нет. Мускулатура слабо развитая. Тело вытянутое и сжатое. Голова длинная, с тупым рылом. Глаза умеренного размера. Рот очень большой, вооруженный многочисленными клиновидными зубами. Нижняя челюсть немного выступает вперёд; обе челюсти с одним рядом острых зубов, которые сцепляются, когда рот закрыт. Первые три зуба в каждой челюсти увеличены в «клыки». Грудные плавники длинные, с 12-15 (обычно 13) лучами; брюшные плавники маленькие и содержат 5 лучей. Из двух спинных плавников первый колючий с 10-12 шипами, а второй длиннее с 26-29 мягкими лучами. Анальный плавник содержит 26-29 мягких лучей. Хвостовой плавник с 9 лучами. Боковая линия сплошная.
Наиболее характерной особенностью чёрного живоглота является способность заглатывать очень крупную добычу, превышающую по размерам саму рыбу. Челюсти, стенки тела и желудок у этого и близких к нему видов способны сильно растягиваться. Живоглот заглатывает добычу целиком. Благодаря своим особенностям, описанным выше, он способен глотать добычу вдвое больше своей длины и в 10 раз больше своей массы. Благодаря особенностям сочленения челюстей с черепом эти рыбы могут охватывать объекты, более крупные, чем их собственная голова. Есть предположение, что живоглот хватает добычу сзади и заглатывает её, начиная с хвоста. Он заглатывает свою несоразмерную жертву при помощи подвижных глоточных зубов.
В 2007 году на Большом Каймане был найден чёрный живоглот длиной 19 см с проглоченной в желудке змеиной макрелью Gempylus serpens длиной 86 см, которая в четыре с половиной раза больше его собственной длины. Рыба оказалась на поверхности потому, что размер добычи не дал живоглоту её переварить прежде, чем началось разложение; в какой-то момент рыба оказалась неспособна противостоять силе Архимеда из-за выделяющихся газов. Именно таким образом большинство образцов и попало в руки ихтиологов.

## Ареал
Распространён по всему миру в тропических и субтропических водах, в мезопелагической и батипелагической зонах на глубине 150—3900 м.

## Биология
Икра пелагическая, диаметром 1,1-1,3 мм, содержат жировую каплю и шесть тёмных пигментных пятен. После вылупления пятна распределяются вдоль тела личинки от глаз до кончика хорды. Эти пятна затем исчезают, и тело целиком становится чёрным. Икра главным образом найдена зимой у Южной Африки; с апреля по август у Бермудских островов была обнаружена молодь. Личинки и молодь покрыты маленькими выступающими шипиками.
Чёрный живоглот является важным звеном в питании тунцов и марлинов.